# Número primo equilibrado
En Matemáticas un primo equilibrado es un número primo tal que es igual a la media aritmética de sus primos predecesor y sucesor. De otro modo, si para un primo dado {\displaystyle p_{n}}, donde n es el índice en el conjunto ordenado de los primos naturales:
{\displaystyle p_{n}={{p_{n-1}+p_{n+1}} \over 2}.}
Los primeros primos equilibrados son:
5, 53, 157, 173, 211, 257, 263, 373, 563, 593, 607, 653, 733, 947, 977, 1103.
Por ejemplo, 53 es el decimosexto primo; el decimoquinto y el decimoséptimo, 47 y 59, sumados dan 106 cuya mitad es 53, luego 53 es un primo equilibrado.
Si se considerara a 1 como primo, entonces 2 sería el primer primo equilibrado al ser la media de 1 y 3.
Se conjetura que existen infinitos primos equilibrados.
Tres primos consecutivos en progresión aritmética son llamados a veces CPAP-3 (por sus iniciales en inglés). Un primo equilibrado es, por definición, el segundo primo de una CPAP-3. En 2009 la mayor CPAP-3 tiene 7535 cifras hallada por David Broadhurst y François Morain.
{\displaystyle p_{n}=197418203\times 2^{25000}-1,p_{n-1}=p_{n}-6090,p_{n+1}=p_{n}+6090.}
No se conoce el valor de n.
Si un primo es mayor que la media aritmética de sus primos vecinos se dice que es un primo fuerte y si es menor primo débil.